# Гулиан, Константин Йонеску
Константин Йонеску Гулиан (рум. Constantin Ionescu Gulian; 22 апреля 1914, Бухарест — 21 августа 2011) — румынский философ-марксист, социолог, педагог, профессор философии и социологии Бухарестского университета. Действительный член Румынской академии, с 1955 года — член Президиума академии.

## Биография
Еврейского происхождения. Изучал социологию и философию в Сорбонне в Париже. Был членом Ассоциации
французских социологов.
Член РКП. В 1945 году — один из учредителей Академии Штефана Георгиу — высшего учебного заведения по подготовке кадров Коммунистической партии Румынии в области социально-политической, административной и агитационно-пропагандистской деятельности.
Возглавлял коллектив румынских учёных по созданию первой марксистской истории румынской философии — «Istoria gindirii sociale §i filozofice in Romania» (1964).
Руководил философским отделом Румынской академии наук. Член комиссии по марксизму в Гейдельберге (Германия).
Заведовал кафедрой философии и социологии Бухарестского университета и долгие годы был директором Института философии при нём.

## Научная деятельность
Считается одним из самых выдающихся марксистских экспертов в философии Гегеля.
Автор работ по вопросам аксиологии, антропологии, социологии, этики, теории культуры, истории философии. В сочинении «Введение в новую этику» (1946) рассматривает нормы поведения человека нового общества, исследует диалектику свободы и необходимости, вопрос о социально-исторической обусловленности этических ценностей.
Сочинение «Метод и система Гегеля» (т. 1-2, 1957—1963; русский перевод, т. 1-2, 1962—1963) посвящён анализу философии Гегеля и современной ему немецкой идеологии.
В 1957 году академик Гулиан опубликовал исследование о фатализме.

## Избранные труды
- Introducere în etica nouă, 1946.
- Goethe și problemele filosofiei, Бухарест 1957.
- Hegel sau filosofia crizei, Бухарест 1970
- Versuch einer marxistischen philosophischen Anthropologie, 1973
- Introducere în istoria filosofiei moderne, Бухарест, 1974
- Bazele istoriei și teoriei culturii, Бухарест 1975
- Marxism și structuralism, Бухарест 1976
- Structura și sensul culturii, Бухарест 1980
- Hegel, Бухарест 1981
- Axiologie și istorie: de la Zaratkustra la Hegel, Бухарест 1987
- Axiologie și istorie în gândirea contemporană, т.1. Бухарест 1991
- Nietzsche, Vol.1, Бухарест 1994.

Его работы были опубликованы в Советском Союзе, ФРГ, Австрии, Франции, Испании, Португалии, Мексике, Бразилии и др.

## Награды
- Орден Труда I степени (1964)